# Le Plessis-Robinson
 Le Plessis-Robinson  es una comuna francesa del departamento de Altos del Sena, en la región Isla de Francia, en el distrito de Antony. Ubicada al suroeste de París, forma parte de su área metropolitana y de su esfera de influencia. Por su alta densidad de población, el Insee lo define como un municipio urbano, dividido en nueve manzanas de información estadística, a saber: Hachette, Albert Thomas – Marché, Architecte, Joliot, Wallon, Peatrik, Jean Jaurès, Anatole France y Pergaud.

## Toponimia
La referencia más antigua que se conserva del nombre data de un sínodo del año 839. En este concilio, se dividieron las tierras pertenecientes a la Abadía de Saint-Germain-des-Prés entre el obispo y los canónigos de la Iglesia de Saint-Étienne-du-Mont. Obteniendo así el nombre de Plessiacus justa Castenetum («el plessis junto a Châtenay»); siendo el plessis una técnica tradicional de recorte de setos mediante la división de las ramas, que se utilizaba para cercar pastos y cultivos.

## Demografía
| 235 | 267 | 245 | 199 | 234 | 201 | 192 | 259 | 271 | 321 | 338 | 266 | 326 | 348 | 407 | 397 | 475 | 549 | 611 | 686 | 1 027 | 2 299 | 4 713 | 7 779 | 10 118 | 13 163 | 18 449 | 22 590 | 22 231 | 21 271 | 21 289 | 21 618 | 23 242 |
| Para los censos de 1962 a 1999 la población legal corresponde a la población sin duplicidades (Fuente: INSEE [Consultar]) |     |     |     |     |     |     |     |     |     |     |     |     |     |     |     |     |     |     |     |       |       |       |       |        |        |        |        |        |        |        |        |        |